# کمان آتشفشانی سوندا

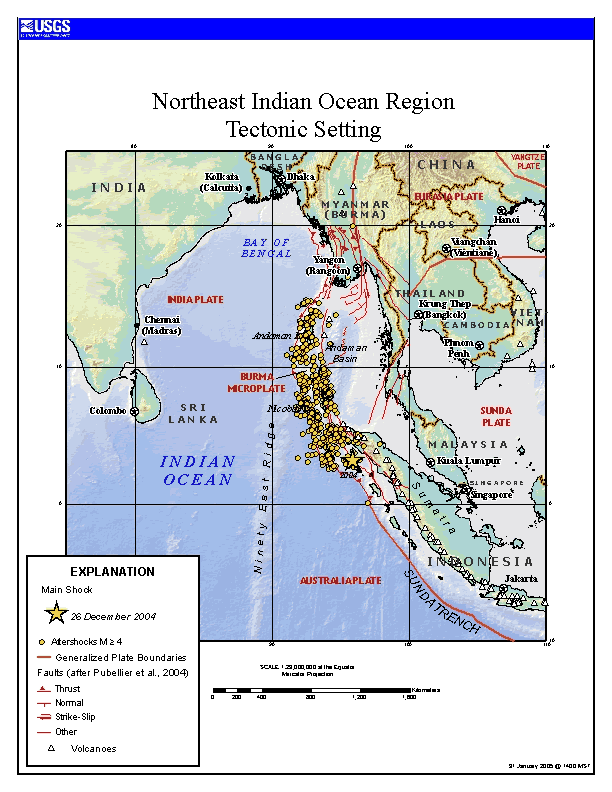
درازگودال و کمان آتشفشانی سوندای غربی که نشان‌دهنده فعالیت زمین‌ساختی و لرزه‌ای است.

کمان آتشفشانی سوندا (انگلیسی: Sunda Arc) یک کمان آتشفشانی است که منجر به ایجاد جزایر جاوه و سوماترا در اندونزی، تنگه سوندا و جزایر این تنگه شده است. مجموعه‌ای از آتش فشان‌ها، پهنه این جزایر را تشکیل می‌دهند.